# زنان در امپراتوری عثمانی

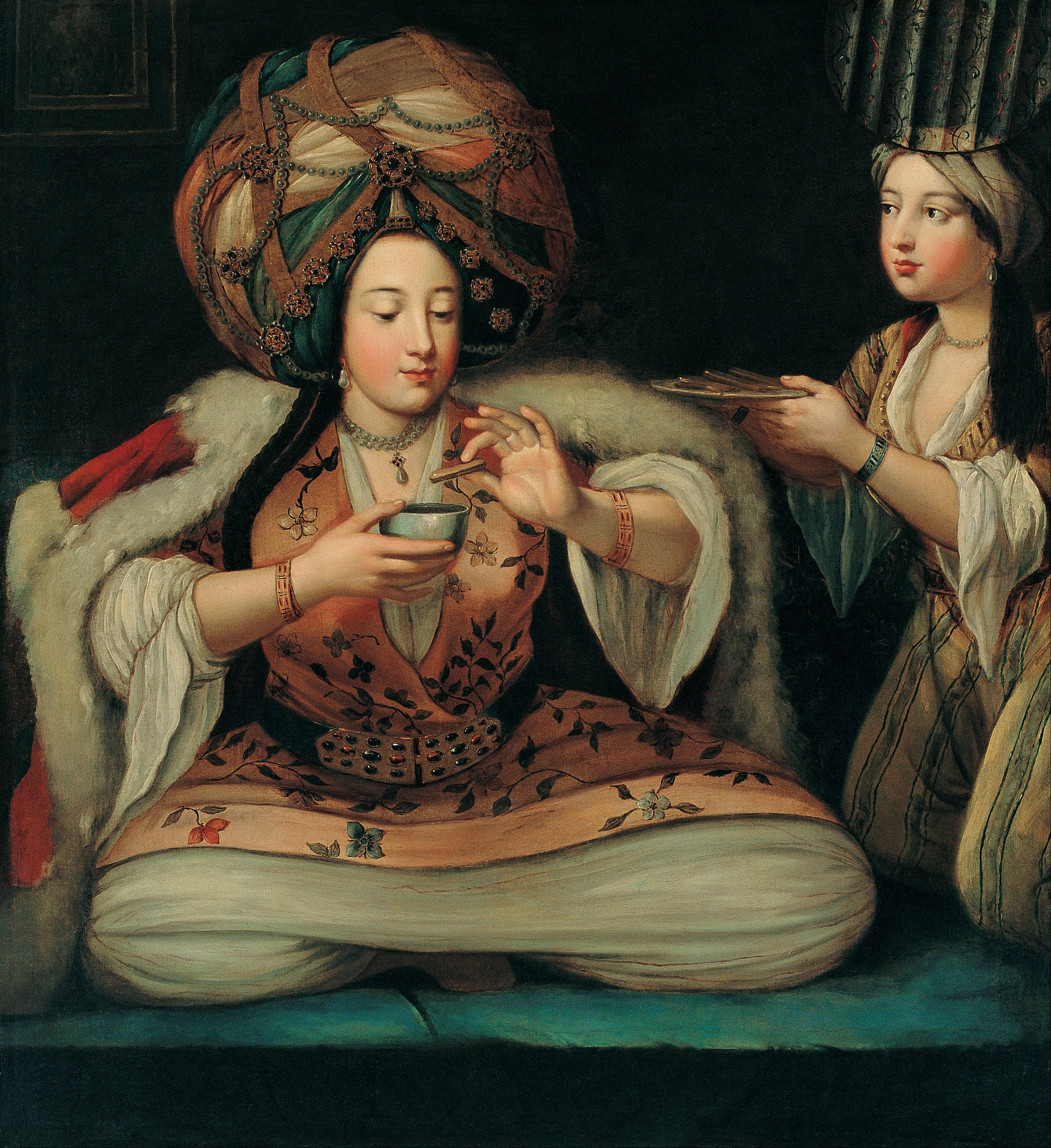
زنان ترک عثمانی «از قهوه لذت می‌برند» در حرمسرا. حرم فضایی برای زنان مسلمان از هر طبقه بود، اما حرمسرای سلطنتی از قدرت سیاسی بی نظیری برخوردار بود.

زنان در امپراتوری عثمانی (انگلیسی: Women in the Ottoman Empire) بسته به مذهب و طبقه خود از حقوق و موقعیتهای مختلفی برخوردار بودند. زنان عثمانی مجاز به شرکت در سیستم حقوقی، خرید و فروش املاک، ارث بردن و وصیت به ثروت، و مشارکت در سایر فعالیت‌های مالی بودند. اصلاحات تنظیمات در قرن نوزدهم حقوق اضافی برای زنان ایجاد کرد، به ویژه در زمینه آموزش. برخی از اولین مدارس دخترانه در سال ۱۸۵۸ آغاز به کار کردند، اگرچه برنامه درسی بیشتر به آموزش زنان و مادران مسلمان متمرکز بود.
سلطنت زنان، دورانی که به دهه ۱۵۲۰ برمی گردد و تا اواسط قرن هفدهم ادامه داشت، دوره‌ای بود که در آن زنان بلندپایه از طریق مشارکت در سیاست داخلی، مذاکرات خارجی و کارگزاران از قدرت سیاسی و اهمیت عمومی برخوردار بودند. مادران ملکه و صیغه‌های اصلی از طریق سیاست حارم نفوذ قابل توجهی پیدا کردند. برخی از تأثیرگذارترین زنان، خرم سلطان، نوربانو سلطان، صفیه سلطان، حلیمه سلطان، کوسم سلطان، تورخان سلطان ، گلنوش سلطان بودند.